# جنی لی-رایت
جنی لی-رایت (انگلیسی: Jenny Lee-Wright؛ زادهٔ ۲۱ فوریهٔ ۱۹۴۷) بازیگر، رقصنده و هنرمند صداساز اهل بریتانیا است. وی از سال ۱۹۶۲ میلادی تاکنون مشغول فعالیت بوده‌است.
از فیلم‌ها یا برنامه‌های تلویزیونی که وی در آن نقش داشته‌است، می‌توان به بنی هیل شو، حرفه‌ای‌ها و حواست به حرفات باشه اشاره کرد.